# Wilkes County 160 1957
Wilkes County 160 1957 var ett stockcarlopp ingående i Nascar Grand National Series (nuvarande Nascar Cup Series) som kördes 7 april 1957 på den 0,625 mile (1005,84 meter) långa ovalbanan North Wilkesboro Speedway i North Wilkesboro, North Carolina. Totalt avverkades 100 miles (160,934 km) fördelat på 160 varv. Banunderlaget var dirt. Loppet vanns av Fireball Roberts i en Ford på tiden 1:19.59 körande för DePaolo Engineering. Roberts snitthastighet var 75,015 mph. Han tog ledningen redan på det första varvet av loppet och höll den sedan ända in i mål. DePaolo Engineering dominerade loppet med samtliga fem bilar inom topp-sex. Det var andra gången i Nascars historia som ett och samma stall knep dom fyra främsta positionerna, en bedrift  som skulle hålla sig till 2005 då Roush Fenway Racing upprepade bedriften. Prispotten uppgick till 4285 dollar, varav 850 dollar gick till segraren. 

## Resultat
| Plc     | Nr  | Förare           | Team/ bilägare      | Konstruktör | Start | Varv | Ledda varv |
| ------- | --- | ---------------- | ------------------- | ----------- | ----- | ---- | ---------- |
| 1       | 22  | Fireball Roberts | DePaolo Engineering | Ford        | 1     | 160  | 160        |
| 2       | 97  | Paul Goldsmith   | DePaolo Engineering | Ford        | 2     | 160  | 0          |
| 3       | 12  | Ralph Moody      | DePaolo Engineering | Ford        | 9     | 160  | 0          |
| 4       | 98  | Marvin Panch     | DePaolo Engineering | Ford        | 5     | 159  | 0          |
| 5       | 87  | Buck Baker       | Hugh Babb           | Chevrolet   | 3     | 159  | 0          |
| 6       | 99  | Allen Adkins     | DePaolo Engineering | Ford        | 10    | 158  | 0          |
| 7       | 42  | Lee Petty        | Petty Enterprises   | Oldsmobile  | 7     | 155  | 0          |
| 8       | 55  | Mel Larson       | Larson Racing       | Ford        | 15    | 154  | 0          |
| 9       | 64  | Johnny Allen     | Spook Crawford      | Plymouth    | 13    | 153  | 0          |
| 10      | 32  | Brownie King     | Jess Potter         | Chevrolet   | 17    | 150  | 0          |
| 11      | 431 | Tiny Lund        | C.M. Julian         | Dodge       | 11    | 148  | 0          |
| 12      | 100 | Bill Morton      | Bill Morton         | Chevrolet   | 16    | 145  | 0          |
| 13      | 34  | Dick Beaty       | Dick Beaty          | Ford        | 18    | 142  | 0          |
| 14      | 74  | L.D. Austin      | L.D. Austin         | Chevrolet   | 19    | 140  | 0          |
| 15      | 94  | Clarence DeZalia | Clarence DeZalia    | Ford        | 20    | 132  | 0          |
| 16      | 46  | Speedy Thompson  | Hugh Babb           | Chevrolet   | 4     | 130  | 0          |
| 17      | 14  | Billy Myers      | Stroppe Motorsports | Mercury     | 12    | 119  | 0          |
| 18      | 47  | Jack Smith       | Hugh Babb           | Chevrolet   | 6     | 52   | 0          |
| 19      | 188 | Ralph Earnhardt  | Petty Enterprises   | Oldsmobile  | 14    | 36   | 0          |
| 20      | 17  | Jim Paschal      | Stroppe Motorsports | Mercury     | 8     | 34   | 0          |
| Källor: |     |                  |                     |             |       |      |            |